# Pico de las Nieves
De Pico de las Nieves is een berg gelegen op de Canarische Eilanden.
Het is de hoogste berg van het eiland Gran Canaria. Hij is 1949 meter hoog en ligt in het midden van het eiland. De berg maakt deel uit van een vulkanische rotsformatie.